# Frances Maule Bjorkman
Frances Maule Bjorkman (Fairmont, Nebrasca, 24 de octubre de 1879-1966) fue una redactora publicitaria estadounidense, destacada en el movimiento de sufragio femenino. Fue hermana del editor y periodista Harry E. Maule.

## Biografía

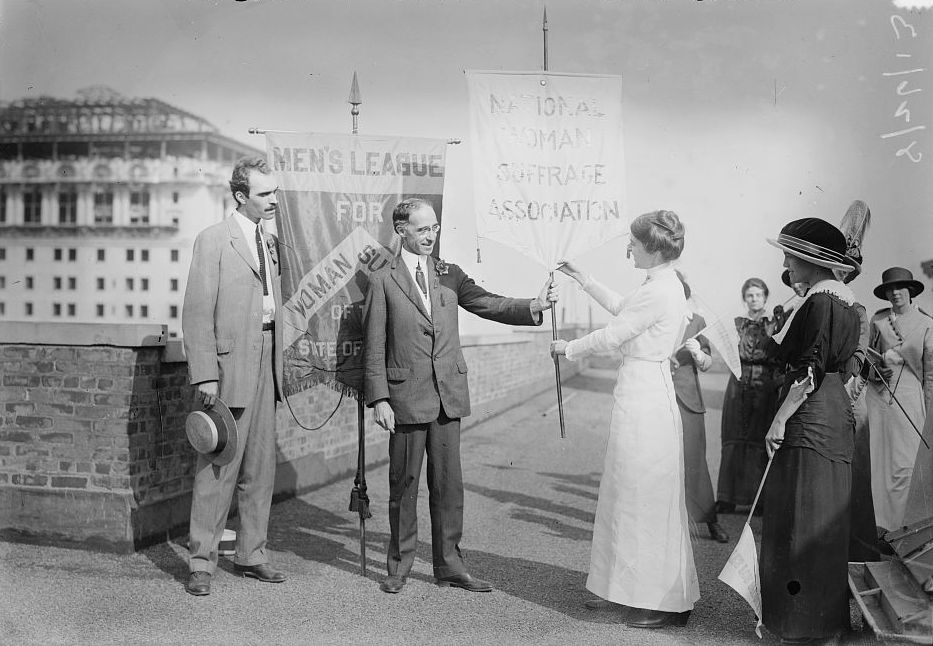
Robert Cameron Beadle, Alfred H. Brown y Frances Maule Bjorkman el 26 de agosto de 1913

Maule asistió a Notre Dame de la Universidad de Maryland y a la Universidad de Nebraska–Lincoln. Se casó con Edwin Björkman en la ciudad de Nueva York en 1906, aunque después se separaron. Era una socialista activa en el movimiento feminista.
Trabajó como periodista para el New York American, Chicago American, Denver Times y el Colorado Springs Telegraph y como editora para la editorial Henry Holt and Company. En 1920 comenzó a trabajar como redactora publicitaria para la agencia JWT.
Fue miembro de la Asociación Nacional de Sufragio de Mujeres. También era miembro del grupo de mujeres Heterodoxy. Vivió en Helicon Home Colony, una comunidad experimental fundada por Upton Sinclair. 

## Obra
- Home and school visitors (1909).[7]
- The cure for two million sick: The discovery of the hookworm disease (1909) con Charles Wardell Stiles.[8]
- Tests of Woman Suffrage States el 3 de junio de 1912 enThe New York Times.[9]
- Woman suffrage: history, arguments and results (1913).[10]